# Antonio Plaza Reyes
Antonio Plaza Reyes (Jerez de la Frontera, , 31 de julio de 1947) es un regatista español.
En el ámbito de la Vela ligera, acumula numerosos éxitos deportivos a nivel nacional e internacional gracias a su participación en las clases olímpicas 470 y Soling, así como en la clase Vaurien. Es conocido por contribuir al palmarés de la Vela española con éxitos como los Campeonatos del Mundo de la clase 470 Masters de las ediciones de 1986, 1987, 1988, 1989 y 1990. Dicho logro supone un récord, tanto por número de títulos mundiales como por la cantidad de ediciones ganadas de forma consecutiva.

## Reseña biográfica
Maestro químico de profesión y empresario de forma paralela a su actividad deportiva, Antonio Plaza nació en Jerez de la Frontera en el seno de una familia muy acostumbrada a viajar a consecuencia de la profesión de su padre, ingeniero de obras públicas proveniente de familia talaverana. Sus inicios en el deporte llegaron de la mano del fútbol, pero una lesión de gravedad le apartó de dicha actividad y se centró en sus estudios. Tras titularse como maestro químico y después de adquirir experiencia laboral en su sector, fundó ECCESA, empresa especializada en Geotecnia y estudios de control de calidad en el sector de la construcción.
A mediados de la década de los 70, Antonio Plaza se aficiona a la Vela junto con su hermano Emilio, comprando ambos una embarcación para uso recreativo. Tras varios años de práctica, se decide a competir en 1981, ya cumplidos los 40 años y con una edad a la que muchos de sus contrincantes se retiraban. A pesar de eso, Antonio Plaza se convirtió en uno de los deportistas más exitosos y tardíos del panorama nacional de la Vela ligera mientras conciliaba las competiciones con su labor profesional y familiar.
Tras su retirada de la competición náutica en 1994, Antonio Plaza profundiza en otra de sus aficiones, el mundo de los perros. Ello le lleva a iniciar su carrera como criador y competidor en exposiciones de belleza canina bajo el afijo Los Ombúes, primero a través de la raza Cocker Spaniel Inglés y, desde 2014, con ejemplares de Jack Russell Terrier.

## Trayectoria deportiva
El debut en competición de Antonio Plaza se produjo en 1981 a través de la clase 420, un barco dotado de trapecio y spinnaker, de buen planeo y muy rápido con viento de popa. El siguiente paso lógico era la clase 470, en la que pronto comenzó a obtener buenos resultados, tanto a nivel regional, como nacional e internacional. En esta clase olímpica, Plaza obtuvo su primer gran resultado internacional en el Campeonato Mundial de 470 Masters (categoría reservada a dos navegantes cuya suma de edad es de al menos 70 años), donde obtuvo la medalla de plata en Valencia junto a Juan Ramón Castillo.
Pero fue junto a Ángel Gutiérrez, procedente de las clases 420 y Snipe, con quien consiguió sus mayores éxitos deportivos. Antiguos rivales con otras parejas, Gutiérrez como patrón y Plaza como tripulante (encargado de la táctica) se compenetran a la perfección y obtienen numerosos triunfos en 470, destacando siete medallas en Campeonatos del Mundo categoría Masters, un Campeonato de España Masters y un Campeonato de Portugal absoluto.

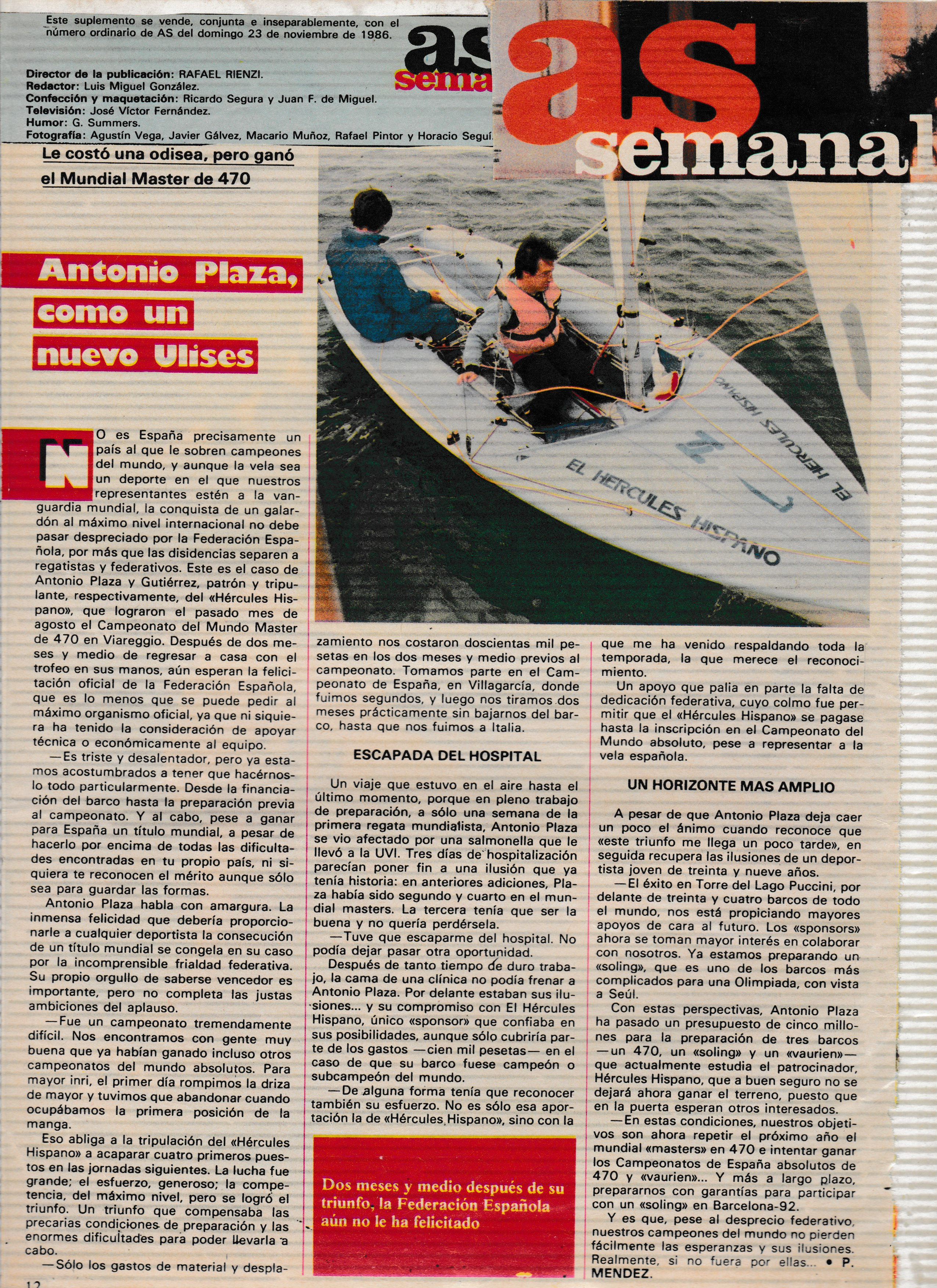
Reportaje de AS Semanal a Antonio Plaza Reyes en 1986.

Paralelamente, la pareja Gutiérrez-Plaza se adentra en la categoría Vaurien, un barco no olímpico especialmente apto para viento fuerte y en el que es necesario un tripulante con gran sentido táctico. Ambos consiguieron, entre otros logros, dos medallas mundialistas absolutas, dos oros y dos platas en Campeonatos de España absolutos, cinco Copas de España, tres Trofeos Ibéricos y un oro en el Campeonato de Portugal de 1994. Además, en categoría Masters, un Campeonato de Europa.
Para cumplir su deseo de representar a España en unos Juegos Olímpicos, Gutiérrez-Plaza eligieron la clase Soling como trampolín, una embarcación de tres navegantes y 8,20 metros de eslora. Ramón Goñi se unió al proyecto y, tras ser preseleccionados para el equipo español destinado a competir en Barcelona 92, finalmente la embarcación integrada por Fernando León Boissier, Alfredo Vázquez Jiménez y Felipe de Borbón y Grecia fue la encargada de defender el honor español en aguas catalanas.
A pesar de no poder cumplir el sueño de disputar una competición olímpica, Gutiérrez-Plaza-Goñi también obtuvieron logros destacables en la clase Soling, destacando un Campeonato de España, dos Copas de España y un Trofeo Princesa Sofía, además de dos subcampeonatos de España, un Trofeo Sherry y una Semana Naval.
Aunque el grueso de su actividad deportiva se desarrolló en la Vela ligera, Antonio Plaza también compitió en cruceros, ganando un Trofeo Sherry y obteniendo un segundo y un tercer puesto en la Copa de las Autonomías. Finalmente, en 1995, Antonio Plaza decide retirarse de la competición, actuando como asesor de jóvenes promesas y para embarcaciones de cruceros antes de desligarse por completo del mundo de la Vela para centrar sus esfuerzos en otro tipo de inquietudes.